# Alfred Nissle
Alfred Nissle (* 30. Dezember 1874 in Cöpenick [heute: Berlin-Köpenick]; † 25. November 1965 in Freiburg im Breisgau) war ein deutscher Arzt und Wissenschaftler, der sich früh mit der Rolle der Darmflora des Menschen bei der Entstehung von Krankheiten beschäftigte.

## Leben
Nissle besuchte 1885 die Mittelschule, in Prenzlau dann bis 1892 das dortige Gymnasium. Er legte die Abiturprüfung 1893 am Gymnasium in Görlitz ab.
Ab 1893 studierte Alfred Nissle Medizin an der Universität Berlin und hörte Vorlesungen u. a. bei Emil Fischer, Heinrich Wilhelm Waldeyer, Rudolf Virchow und Emil Heinrich Du Bois-Reymond. Ab 1896 setzte er sein Studium in Freiburg i. B. fort, beendete dieses dort 1898 und promovierte 1899 über die „Erkrankungen der Keilbeinhöhle“.
Von 1899 bis 1900 leistete Nissle seinen Militärdienst im Berliner Königin Augusta Garde-Grenadier-Regiment Nr. 4. Danach arbeitete er zwei Jahre am Physiologischen Institut der Friedrich-Wilhelms-Universität unter Theodor Wilhelm Engelmann und anschließend bis März 1906 unter Max Rubner am Institut für Hygiene. In seine Berliner Zeit fiel auch seine Heirat mit Margarete Giesler im Jahr 1903.
Von 1906 bis 1911 wirkte Nissle am Institut für Hygiene der Universität München unter dem Rassenhygieniker Max von Gruber. Seine nächste Station war 1911 das Hygiene-Institut in Königsberg, wo sein Münchener Kollege Martin Hahn eine Professur angenommen hatte. 1912 habilitierte sich Nissle in Königsberg, ab Februar 1912 war Nissle dort Universitätsdozent für Hygiene und Bakteriologie. Kurz darauf folgte er Hahn als dessen Assistent an das Institut für Hygiene der Universität Freiburg. Von 1915 bis 1938 war Nissle Leiter des Badischen Medizinaluntersuchungsamtes für Infektionskrankheiten in Freiburg. Dieses Amt war dem Universitätsinstitut angegliedert, die aus der Konstruktion entstehenden Schwierigkeiten begleiteten fast die gesamte Amtszeit Nissles. Seit 1917 hatte er dort außerdem eine außerordentliche Professur inne.
Am 20. Juni 1916 hielt Nissle in Freiburg einen Vortrag Über die Grundlagen einer neuen ursächlichen Bekämpfung der pathologischen Darmflora. Die therapeutische Anwendung von Escherichia coli-Stämmen war fortan eines seiner hauptsächlichen Forschungsgebiete.
Im Jahr 1917 isolierte er einen E. coli-Stamm aus dem Darm eines Unteroffiziers des Balkankrieges, nachdem dieser im Gegensatz zu seinen Kameraden nicht an einem Durchfall erkrankt war. Dieser sogenannte Escherichia coli Stamm Nissle 1917 (DSM 6601) diente als Grundlage von Nissles bereits seit 1917 kommerziell vertriebener Mutaflor-Zubereitung, die zur Behandlung von Darmerkrankungen und auch anderer Erkrankungen mit unterschiedlichem Erfolg eingesetzt wurde. Die Schutzmarke Mutaflor hatte Nissle bereits 1916 registriert. Der Vertrieb des Präparats über die „Handelsgesellschaft Deutscher Apotheker“ (HAGEDA) löste viele Misshelligkeiten aus.
Am Universitätsinstitut hielt Nissle anfänglich Veranstaltungen zu Tropenkrankheiten, ab 1920 las er über Erbbiologie, Rassenhygiene (einschließlich wichtiger Kapitel der Rassenkunde) und ihrer Bedeutung für die Bevölkerungspolitik und bot damit als erster Dozent eine Veranstaltung zu „Rassenhygiene“ in Freiburg an. Nissles rassenideologische Ausrichtung wird auch in der 1922 veröffentlichten Schrift Richtlinien und Vorschläge für einen Neuaufbau der Kräfte und Leistungen unseres Volkes erkennbar. Ab Wintersemester 1925/26 mit offiziellen Lehrauftrag, wurde nach der „Machtergreifung“ der Nationalsozialisten die Vorlesung im Sommersemester 1933 zur Pflichtveranstaltung für alle Studenten. Nissle bemühte sich um eine Ausweitung seines Lehrauftrags, seitens des zuständigen Ministeriums wurde gewünscht, „daß das Gebiet der Rassenhygiene in erster Linie durch Nationalsozialisten zu vermitteln wäre.“ Die Ausweitung des Lehrauftrags scheiterte auch an der Haltung des neuen Freiburger Rektors, Martin Heidegger; statt Nissle erhielt der Gesundheitsreferent im Badischen Innenministerium, Obermedizinalrat (und SS-Sturmbannführer) Theodor Pakheiser, den Lehrauftrag. 1934 zum Honorarprofessor ernannt, hielt Nissle die Vorlesung im bisherigen Umfang bis 1938.
Aufgrund von Auseinandersetzungen mit Hermann Dold, der seit der Emeritierung Paul Uhlenhuths 1936 sein Vorgesetzter war, verließ er das Medizinaluntersuchungsamt und gründete 1938 sein privates Bakteriologisches Forschungsinstitut in Freiburg, dessen Leiter er bis zu seinem Tod 1965 war. Das Institut unterstand in der Zeit des Nationalsozialismus dem Nationalsozialistischen Deutschen Ärztebund. Die Anschubfinanzierung von 70.000 Mark (kaufkraftbereinigt in heutiger Währung: rund 366.000 Euro) erhielt er von der Reichskanzlei auf persönliche Anweisung von Adolf Hitler, der genau wie Rudolf Heß und Hitlers Leibarzt Theo Morell zu den Anhängern des Mutaflor-Präparates zählte.
Nissle wurde 1945 von der Militärregierung aus dem Personalverzeichnis der Universität Freiburg gestrichen. Zugleich wurde er seines Amtes als Forschungsleiter enthoben. Nissle leitete ein Revisionsverfahren ein, doch unterstützte ihn die Fakultät dabei nicht. Erst 1952 wurde er wieder Honorarprofessor.
Nach dem Tod von Nissles Frau im Jahr 1948 heiratete er 1951 seine zweite Frau Erna Mueller, die sein Institut nach seinem Tod noch bis 1970 weiterführte. Seine Rechte wurden an das Unternehmen Ardeypharm in Herdecke verkauft.

## Publikationen (Auswahl)
- Die Erkrankungen der Keilbeinhöhle. Wolff, Berlin 1899 (gleichzeitig Med. Diss., Univ. Freiburg i. B., 1899)
- Über die Bedeutung der wirtschaftlichen Verhältnisse in der Frage der Stärkung unserer Volkskraft. In: Öffentliche Gesundheitspflege. Vieweg, Braunschweig 1916, S. 561–583.
- Über die Grundlagen einer neuen ursächlichen Bekämpfung der pathologischen Darmflora. In: Deutsche Medizinische Wochenschrift 1916 (42) S. 1181–1184
- Die antagonistische Behandlung chronischer Darmstörungen mit Colibakterien. In: Medizinische Klinik, 1918 (2) S. 29–33.
- Richtlinien und Vorschläge für einen Neuaufbau der Kräfte und Leistungen unseres Volkes. Groß, Freiburg i. B. 1922
- Weiteres über Grundlagen und Praxis der Mutaflor-Behandlung. In: Deutsche Medizinische Wochenschrift, 1925 (44) S. 1809–1813
- Die Darmflora. Bericht über das von Prof. Alfred Nissle in Freiburg i. B. erfundene Präparat Mutaflor, hg. von den Vereinigten Gelatine-Kapseln-Fabriken. Berlin 1925
- Die normalen Darmbakterien und ihre Bedeutung für den Organismus und Die Colibakterien und ihre pathogene Bedeutung. In: Wilhelm Kolle, Rudolf Kraus, Paul Uhlenhuth: Handbuch der pathogenen Mikroorganismen. 3. Auflage, Band 6, Teil 1. Fischer, Jena 1929
- Über den Nachweis der Dysbakterie des Dickdarms und ihre Behandlung mit Mutaflor. In: Hippokrates, 1937, 8(41), S. 1009–1014
- Zur Klärung der Beziehungen zwischen Krankheitsursache, Symptomen und rationeller Therapie. In: Medizinische Welt, 1966 (17), S. 1290–1294